# Världscupen i backhoppning 1987/1988
Världscupen i backhoppning 1987/1988 hoppades 5 december 1987-27 mars 1988 och vanns av Matti Nykänen, Finland före Pavel Ploc, Tjeckoslovakien och Primož Ulaga, Jugoslavien.

## Olympiska vinterspelen 1988
Spelen avgjordes i Calgary.

## Deltävlingar
| Datum            | Plats                  | Etta           | Tvåa                 | Trea                    |
| ---------------- | ---------------------- | -------------- | -------------------- | ----------------------- |
| 5 december 1987  | Thunder Bay            | Matti Nykänen  | Pavel Ploc           | Ernst Vettori           |
| 6 december 1987  | Thunder Bay            | Matti Nykänen  | Jens Weissflog       | Vegard Opaas            |
| 12 december 1987 | Lake Placid            | Pavel Ploc     | Dieter Thoma         | Andreas Bauer           |
| 13 december 1987 | Lake Placid            | Pavel Ploc     | Jiří Parma           | Vegard Opaas            |
| 19 december 1987 | Sapporo                | Matti Nykänen  | Werner Schuster      | Martin Švagerko         |
| 20 december 1987 | Sapporo                | Matti Nykänen  | Jiří Parma           | Staffan Tällberg        |
| 30 december 1987 | Oberstdorf             | Pavel Ploc     | Matti Nykänen        | Staffan Tällberg        |
| 1 januari 1988   | Garmisch-Partenkirchen | Matti Nykänen  | Staffan Tällberg     | Jens Weissflog          |
| 3 januari 1988   | Innsbruck              | Matti Nykänen  | Andreas Bauer        | Jens Weissflog          |
| 6 januari 1988   | Bischofshofen          | Matti Nykänen  | Primož Ulaga         | Ole Christian Eidhammer |
| 9 januari 1988   | Liberec                | Inställt       | Inställt             | Inställt                |
| 10 januari 1988  | Harrachov              | Inställt       | Inställt             | Inställt                |
| 17 januari 1988  | Gallio                 | Ernst Vettori  | Primož Ulaga         | Jiří Parma              |
| 20 januari 1988  | Saint-Moritz           | Matti Nykänen  | Erik Johnsen         | Remo Lederer            |
| 22 januari 1988  | Gstaad                 | Pavel Ploc     | Miran Tepeš          | Jens Weissflog          |
| 24 januari 1988  | Engelberg              | Jens Weissflog | Matti Nykänen        | Andreas Felder          |
| 4 mars 1988      | Lahtis                 | Matti Nykänen  | Jan Boklöv           | Erik Johnsen            |
| 6 mars 1988      | Lahtis                 | Matti Nykänen  | Jan Boklöv           | Erik Johnsen            |
| 18 mars 1988     | Meldal                 | Erik Johnsen   | Oliver Strohmaier    | Jiri Malec              |
| 20 mars 1988     | Oslo                   | Erik Johnsen   | Ole Gunnar Fidjestøl | Günther Stranner        |
| 26 mars 1988     | Planica                | Primož Ulaga   | Pavel Ploc           | Ernst Vettori           |
| 27 mars 1988     | Planica                | Primož Ulaga   | Rajko Lotrič         | Didier Mollard          |

## Slutställning (30 bästa)
| Placering | Namn                 | Nationalitet    | Poäng |
| --------- | -------------------- | --------------- | ----- |
| 1         | Matti Nykänen        | Finland         | 282   |
| 2         | Pavel Ploc           | Tjeckoslovakien | 187   |
| 3         | Primož Ulaga         | Jugoslavien     | 127   |
| 4         | Jiří Parma           | Tjeckoslovakien | 125   |
| 5         | Ernst Vettori        | Österrike       | 114   |
| 6         | Jens Weissflog       | Östtyskland     | 111   |
| 7         | Erik Johnsen         | Norge           | 106   |
| 8         | Miran Tepeš          | Jugoslavien     | 96    |
| 9         | Ole Gunnar Fidjestøl | Norge           | 82    |
| 10        | Jan Boklöv           | Sverige         | 64    |

| Placering | Namn                    | Nationalitet | Poäng |
| --------- | ----------------------- | ------------ | ----- |
| 11        | Andreas Bauer           | Västtyskland | 61    |
| 12        | Staffan Tällberg        | Sverige      | 60    |
| 12        | Vegard Opaas            | Norge        | 60    |
| 14        | Ole Christian Eidhammer | Norge        | 57    |
| 15        | Dieter Thoma            | Västtyskland | 56    |
| 16        | Jon Inge Kjørum         | Norge        | 53    |
| 17        | Josef Heumann           | Västtyskland | 44    |
| 18        | Franz Wiegele           | Österrike    | 43    |
| 19        | Ari-Pekka Nikkola       | Finland      | 41    |
| 20        | Jari Puikkonen          | Finland      | 40    |

| Placering | Namn                | Nationalitet    | Poäng |
| --------- | ------------------- | --------------- | ----- |
| 20        | Rajko Lotrič        | Jugoslavien     | 40    |
| 22        | Christian Hauswirth | Schweiz         | 39    |
| 23        | Andreas Felder      | Österrike       | 38    |
| 24        | Ladislav Dluhoš     | Tjeckoslovakien | 33    |
| 25        | Heinz Kuttin        | Österrike       | 32    |
| 26        | Tuomo Ylipulli      | Finland         | 30    |
| 26        | Werner Schuster     | Österrike       | 30    |
| 26        | Hroar Stjernen      | Norge           | 30    |
| 29        | Mike Holland        | USA             | 29    |
| 30        | Horst Bulau         | Kanada          | 28    |
| 30        | Martin Švagerko     | Tjeckoslovakien | 28    |

## Nationscupen - slutställning
| Pos. | Nation          | Poäng |
| ---- | --------------- | ----- |
| 1.   | Finland         | 541   |
| 2.   | Tjeckoslovakien | 430   |
| 3.   | Norge           | 412   |
| 4.   | Österrike       | 333   |
| 5.   | Jugoslavien     | 310   |
| 6.   | Västtyskland    | 180   |
| 7.   | Sverige         | 165   |
| 8.   | Östtyskland     | 153   |
| 9.   | Schweiz         | 77    |
| 10.  | Kanada          | 68    |
| 11.  | USA             | 33    |
| 12.  | Italien         | 28    |
| 13.  | Frankrike       | 20    |
| 14.  | Polen           | 9     |
| 15.  | Sovjetunionen   | 5     |
| 15.  | Japan           | 5     |
| 17.  | Bulgarien       | 2     |